# Michel Fattal
Pour les articles homonymes, voir Fattal.
 (juin 2013).
Si vous disposez d'ouvrages ou d'articles de référence ou si vous connaissez des sites web de qualité traitant du thème abordé ici, merci de compléter l'article en donnant les références utiles à sa vérifiabilité et en les liant à la section « Notes et références ».
Michel Fattal, né en 1954 à Alexandrie (Égypte), est un universitaire français, spécialiste du logos, (langage, raison, discours rationnel, etc.) dans la philosophie grecque (Homère, Hésiode, Héraclite, Parménide, Platon, Aristote, Chrysippe, Plotin sont ses sources d’inspiration). Il est également l’auteur de plusieurs ouvrages sur Platon, Plotin et la tradition néoplatonicienne (Augustin, Farâbî). 

## Carrière
Michel Fattal, est maître de conférences (MCF, depuis 1994) habilité à diriger des recherches (HDR, depuis 2001) en philosophie ancienne et médiévale à l'Université Grenoble Alpes, est depuis le 1er septembre 2023, Professeur émérite. L'Eméritat lui a été accordé par la commission recherche de l'Université Grenoble Alpes.
Il est également (depuis 2014) Professeur invité permanent (Permanent fellow) en philosophie ancienne à la Chaire "Archai" de l'UNESCO promouvant les recherches sur Les origines de la pensée occidentale.
Le Prix Charles Lyon Caen lui a été décerné par l'Académie des Sciences Morales et Politiques, à l'Institut de France (Paris), le 17 novembre 2014, pour son ouvrage : Platon et Plotin. Relation, Logos, Intuition, Paris, L'Harmattan, 2013.
Il est depuis le 13 décembre 2024 membre titulaire de l'Académie des Sciences, Belles Lettres et Arts de Savoie.

## Œuvres
- Michel Fattal (préf. Pierre Aubenque), Pour un nouveau langage de la raison : Convergences entre l’Orient et l’Occident, Paris, Éditions Beauchesne, 1988, 112 p. (ISBN 2-7010-1177-9, lire en ligne)
- (it) Per un nuovo linguaggio della ragione. Convergenze tra Oriente e Occidente, traduction italienne par S. Cives, Cinesello Balsamo (Milano), San Paolo, Universo Filosofia, 1999.
- (pl) Logos. Miedzy Orientem A Zachodem, traduction polonaise par P. Domanski, avec la collaboration scientifique de K. Pachniak et M. Olszewski, Varsovie, Wydawnictwo Ifis Pan (Institut de Philosophie et de Sociologie de l’Académie Polonaise des Sciences), 2001
- Logos et image chez Plotin, Paris-Montréal, L’Harmattan, 1998
- Études sur Plotin, Paris-Montréal, L’Harmattan, 2000
- La Philosophie de Platon 1, Paris-Budapest-Turin, L’Harmattan, Ouverture Philosophique, 2001
- Logos, pensée et vérité dans la philosophie grecque, Paris-Montréal-Budapest-Turin, L’Harmattan, Ouverture Philosophique, 2001
- Logos et langage chez Plotin et avant Plotin, Paris, L’Harmattan, Ouverture Philosophique, 2003
- La Philosophie de Platon 2, Paris-Budapest-Turin, L’Harmattan, Ouverture Philosophique, 2005
- (it) Ricerche sul logos da Omero a Plotino, traduction italienne de R. Radice, Milano, Vita e Pensiero, « Temi metafisici e problemi del pensiero antico. Studi e testi, 99, 2005
- Michel Fattal, Plotin chez Augustin. Suivi de Plotin face aux Gnostiques, Paris/Budapest/Kinshasa etc., L’Harmattan, 2006, 181 p. (ISBN 2-296-01120-9), extraits en ligne
- Plotin face à Platon. Suivi de Plotin chez Augustin et Farâbî, L'Harmattan, Ouverture Philosophique, 2007
- (it) Plotino, gli Gnostici e Agostino, traduction italienne de Plotin face à Platon par A. Riccardo, Napoli, Loffredo Editore, « Skepsis, 20 », 2008
- Michel Fattal, Aristote et Plotin dans la Philosophie arabe, Paris, L’Harmattan, 2008, 146 p. (ISBN 978-2-296-06121-7, lire en ligne), extraits en ligne
- Image, Mythe, Logos et Raison, L'Harmattan, Paris, Ouverture Philosophique, 2009
- Michel Fattal, Le langage chez Platon. Autour du Sophiste, Paris, L’Harmattan, 2009, 116 p. (ISBN 978-2-296-10123-4, lire en ligne), Extraits en ligne
- Saint Paul face aux philosophes épicuriens et stoïciens, L'Harmattan, Paris, Ouverture Philosophique, 2010
- Paroles et actes chez Héraclite. Sur les fondements théoriques de l'action morale, L'Harmattan, Paris, Ouverture Philosophique, 2011
- Platon et Plotin. Relation, Logos, Intuition, L'Harmattan, Paris, Ouverture Philosophique, 2013.
- Paul de Tarse et le Logos, Commentaire philosophique de Corinthiens, 1, 17-2, 16, Paris, L'Harmattan, Ouverture Philosophique, 2014.  (ISBN 978-2-343-03032-6)
- Du Logos de Plotin au Logos de saint Jean. Vers la solution d"un problème métaphysique ? Paris, Éditions du Cerf, "Alpha". 2014.  (ISBN 978-2-204-10311-4)
- Existence et Identité, Logos et technê chez Plotin, Paris, L'Harmattan, Ouverture Philosophique, 2015  (ISBN 978-2-343-04855-0)
- Du Bien et de la Crise, Platon, Parménide et Paul de Tarse, L'Harmattan, Ouverture Philosophique, 2016  (ISBN 978-2-343-08612-5)
- Augustin, Penseur de la Raison?  (Lettre 120, à Consentius) L'Harmattan, Ouverture Philosophique, 2016  (ISBN 978-2-343-09931-6)
- Du Logos de Plotin au Logos de saint Jean : vers la solution d'un problème métaphysique ? Paris, Les Éditions du Cerf, "Alpha", 2014 ; rééd. Paris, Les Éditions du Cerf, "Cerf Patrimoines", 2016  (ISBN 978-2-204-10967-3)
- Conversion et Spiritualités dans l'Antiquité et au Moyen Âge L'Harmattan, Ouverture Philosophique, 2017  (ISBN 978-2-343-12582-4)
- Séparation et Relation chez Platon et chez Plotin L'Harmattan, Ouverture Philosophique, 2022  (ISBN 978-2-343-255071)